# Out-of-the-box-Funktion
Eine Out-of-the-box-Funktion, häufig auch mit OOTB-Funktion abgekürzt, bezeichnet in der Informatik eine Eigenschaft oder Funktion einer Software- oder Hardwarekomponente, die nach der Installation ohne weitere Anpassung der Komponente sofort zur Verfügung steht.
Eine Out-of-the-box-Lösung bezeichnet eine Lösung, die sämtliche zur Erfüllung einer bestimmten Aufgabe erforderlichen Mittel bereits enthält und ohne Anpassungen sofort nach der Installation bereitstellt.

## Abgrenzung
Im Gegensatz dazu stehen sogenannte kundenspezifische (oder customized) Lösungen oder Funktionen, die Anpassungen der Lösung an die Anforderungen einzelner Kunden erfordern, um eine bestimmte Aufgabe zu erfüllen.

## Beispiele
Die Textverarbeitungssoftware LibreOffice Writer ist eine „Out-of-the-box“-Lösung zur Textverarbeitung, die sofort nach der Installation ohne weitere Anpassungen oder Konfigurationen zum Schreiben von Texten verwendet werden kann. Die Unternehmenssoftware SAP ERP dagegen erfordert nach der Installation Anpassungen an die jeweiligen Anforderungen des Kunden und kann erst dann sinnvoll ihre Aufgabe erfüllen, wenn die Anpassungen vorgenommen wurden – man würde sie also als kundenspezifische Lösung bezeichnen.